# 新潟県道579号上越脇野田新井線

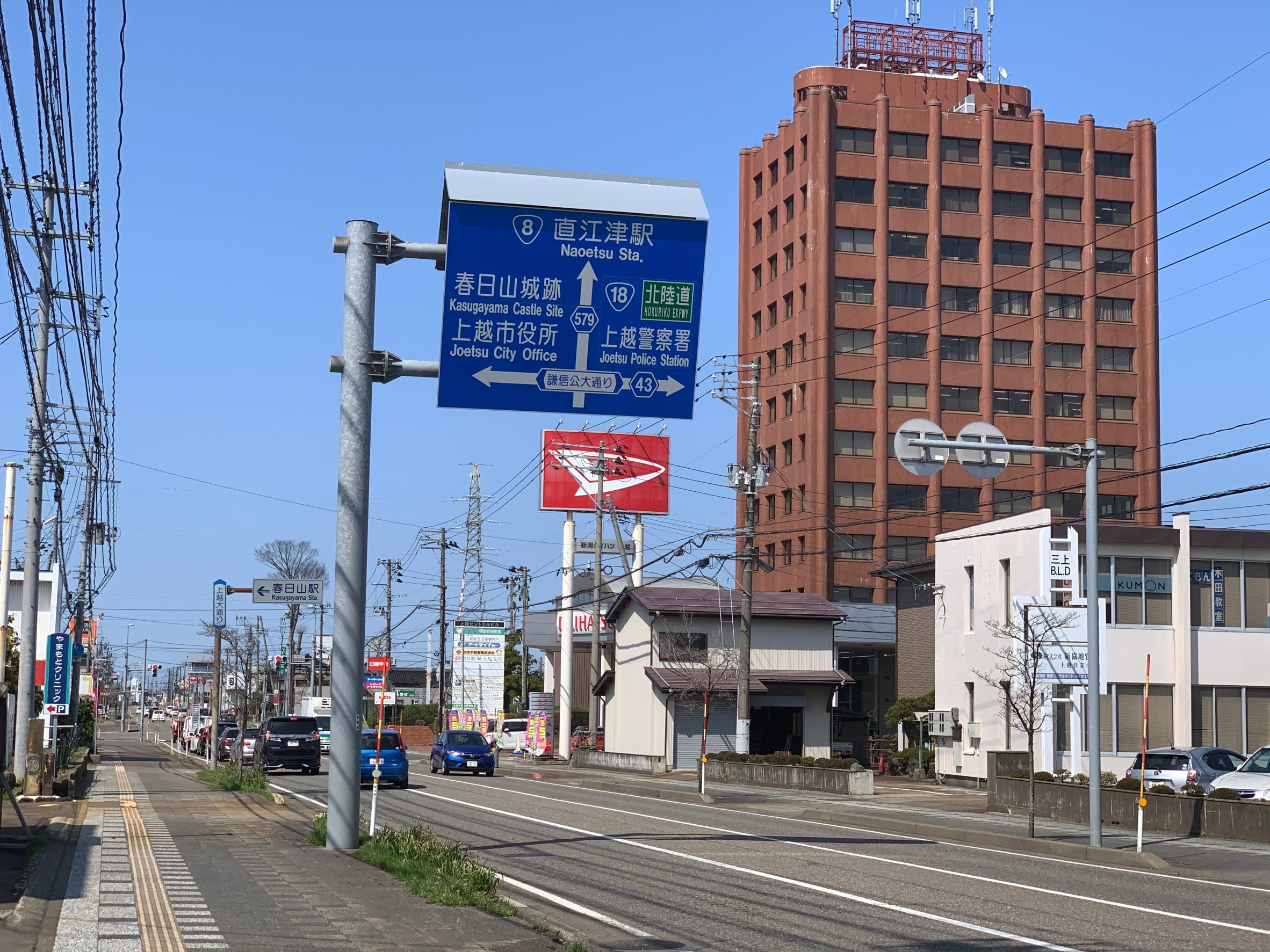
上越大通り 上越市木田付近（2020年4月）

新潟県道579号上越脇野田新井線（にいがたけんどう579ごう じょうえつわきのだあらいせん）は、新潟県上越市から妙高市に至る一般県道。通称、上越大通り（じょうえつおおどおり）

## 概要
上越大通り（じょうえつおおどおり）の通称があり、国道18号上新バイパスの旧道にあたる。上越市石橋を起点に、直江津地区から高田地区、脇野田地区を南北に縦貫し、妙高市との市境からわずかに北にある国道18号上新バイパス寺町ICに至る。寺町ICからわずかに南の妙高市内の地点で終点となる。本路線の終点は国道292号終点である。
上新バイパス旧道は終点以南で国道292号、更に姫川原交差点以南は新潟県道584号新井中郷線となり、上新バイパスの起点である上越市中郷区の市屋ICに至る。
高田地区の大手町交差点から南城町三丁目交差点にかけて、高田城や市の文教・スポーツ施設を擁する高田城址公園の濠に面する。4月上旬から中旬にかけては桜並木が咲きほころぶ風光明媚な場所でもある。ただしこの時期、周辺は花見客で終日混雑する。

### 路線データ
- 起点：上越市大字八幡字石橋裏（石橋交差点＝国道8号＜直江津バイパス＞・新潟県道123号直江津停車場線交点）
- 終点：妙高市大字柳井田字東沖（国道292号終点）

## 路線状況

### 別名・通称
- 上越大通り
- 北国街道

### 重用区間
- 新潟県道38号高田停車場線（高田駅入口交差点 - 大手町交差点）
- 新潟県道362号後谷黒田上越妙高停車場線（今泉交差点 - 上越妙高駅前交差点）

## 地理

### 通過する自治体
- 上越市 - 妙高市

### 交差する道路
- 国道8号（直江津バイパス）・新潟県道123号直江津停車場線（石橋交差点）
- 新潟県道43号上越安塚浦川原線（市役所入口交差点）
- 新潟県道534号春日山停車場線（木田交差点）
- 新潟県道13号上越安塚柏崎線（栄町東交差点）
- 新潟県道38号高田停車場線（高田駅入口交差点 - （重用区間） - 大手町交差点）
- 新潟県道198号青柳高田線（南本町二丁目交差点）
- 新潟県道85号上越高田インター線（高田新田交差点）
- 新潟県道362号後谷黒田上越妙高停車場線（今泉交差点 - （重用区間） - 上越妙高駅前交差点）
- 新潟県道254号上小沢上越妙高停車場線（上越妙高駅前交差点）
- 国道18号（上新バイパス）（寺町IC）
- 国道292号（終点）